# Leikung
Leikung là một chi nhện trong họ Salticidae.